# Grand Prix de Denain 1982
Il Grand Prix de Denain 1982, ventiquattresima edizione della corsa, si svolse il 13 aprile su un percorso con partenza e arrivo a Denain. Fu vinto dal belga Eddy Vanhaerens della Safir-Marc davanti ai suoi connazionali e compagni di squadra Alain Desaever e Ronny Van Holen.

## Ordine d'arrivo (Top 10)
| Pos. | Corridore            | Squadra            | Tempo |
| ---- | -------------------- | ------------------ | ----- |
| 1    | Eddy Vanhaerens      | Safir-Marc         |       |
| 2    | Alain Desaever       | Safir-Marc         |       |
| 3    | Ronny Van Holen      | Safir-Marc         |       |
| 4    | Pascal Jules         | Renault-Elf        |       |
| 5    | Marc Van Geel        | Safir-Marc         |       |
| 6    | Kim Andersen         | Coop-Mercier-Mavic |       |
| 7    | Eric Vandeperre      | Europ Decor        |       |
| 8    | Hubert Mathis        | Coop-Mercier-Mavic |       |
| 9    | Class Göransson      | Coop-Mercier-Mavic |       |
| 10   | Philippe Poissonnier | Safir-Marc         |       |